# Classement mondial féminin espoirs de la FIH
Le Classement mondial féminin espoirs de la FIH est un système de classement pour les équipes nationales féminines espoirs de hockey sur gazon. Les équipes des nations membres de la Fédération internationale de hockey (FIH), l'instance dirigeante mondiale du hockey sur gazon, sont classées en se basant sur leurs résultats du match. Les classements ont été introduits en juin 2023

## Mode de calcul

### Aperçu
Les matchs de la Coupe du monde sont reconnus par la FIH, y compris les matches continentaux disputés au cours des trois dernières éditions, sont inclus dans le calcul des points de classement. Cependant, les résultats passés seront déduits du pourcentage fixé par la FIH comme le montre le tableau ci-dessous:
| Année         | Pourcentage de points inclus |
| ------------- | ---------------------------- |
| Édition 3     | 100%                         |
| Édition 2     | 50%                          |
| Édition 1     | 25%                          |
| Points totaux |                              |

### Championnats continentaux
La FIH avait fixé des points de classement alloués pour tous les tournois continentaux. Cependant, un pourcentage de points différent pour chaque continent a soulevé des questions sur le système. Seule l'Europe avait une allocation complète de 100% de points pour toutes les classifications tandis que les autres n'avaient que quelques finisseurs avec une allocation complète de points. L'Afrique était le seul continent à ne pas avoir de tournois masculins ou féminins ayant une allocation complète de points, quels que soient les classements.

## Top 30 actuel
Le classement mondial FIH, au 26 avril 2025, s'établit comme suit :
| Classement | Équipe           | Score total | Confédération | +/- Positions |
| ---------- | ---------------- | ----------- | ------------- | ------------- |
| 1          | Pays-Bas         | 2450        | EUR           | en stagnation |
| 2          | Argentine        | 2075        | PAN           | en stagnation |
| 3          | Allemagne        | 1813        | EUR           | en stagnation |
| 4          | Angleterre       | 1813        | EUR           | en stagnation |
| 5          | Australie        | 1588        | OCE           | en stagnation |
| 6          | États-Unis       | 1525        | PAN           | en stagnation |
| 7          | Belgique         | 1450        | EUR           | en stagnation |
| 8          | Inde             | 1438        | ASI           | en stagnation |
| 9          | Espagne          | 1375        | EUR           | en stagnation |
| 10         | Corée du Sud     | 1278        | ASI           | en stagnation |
| 11         | Afrique du Sud   | 1175        | AFR           | en stagnation |
| 12         | Japon            | 1173        | ASI           | en stagnation |
| 13         | Nouvelle-Zélande | 994         | OCE           | en stagnation |
| 14         | Chili            | 778         | PAN           | en stagnation |
| 15         | Irlande          | 725         | EUR           | en stagnation |
| 16         | Chine            | 695         | ASI           | en stagnation |
| 17         | Zimbabwe         | 660         | AFR           | en stagnation |
| 18         | Canada           | 588         | PAN           | en stagnation |
| 19         | Autriche         | 550         | EUR           | en stagnation |
| 20         | Pays de Galles   | 525         | EUR           | en stagnation |
| 21         | Malaisie         | 505         | ASI           | en stagnation |
| 22         | Uruguay          | 498         | PAN           | en stagnation |
| 23         | Écosse           | 450         | EUR           | en stagnation |
| 24         | France           | 431         | EUR           | en stagnation |
| 25         | Tchéquie         | 325         | EUR           | en stagnation |
| 26         | Italie           | 300         | EUR           | en stagnation |
| 27         | Ukraine          | 275         | EUR           | en stagnation |
| 28         | Pologne          | 250         | EUR           | en stagnation |
| 29         | Turquie          | 225         | EUR           | en stagnation |
| 30         | Lituanie         | 200         | EUR           | en stagnation |